# همسویگی
یکنواختی (لاتین: consubstantialitas) اصطلاحی برگرفته از لاتین: consubstantialitas، به هویت جوهر یا ذات با وجود تفاوت در جنبه دلالت می‌کند.
معمولاً در شکل صفتی خود، «هم‌سویه»، از لاتین consubstantialis، ظاهر می‌شود، و شناخته‌شده‌ترین کاربرد آن در رابطه با گزارشی در الهیات مسیحی در رابطه بین عیسی و خدای پدر است.